# Понятовский, Казимир
Князь (с 1764) Казими́р Понято́вский (пол. Kazimierz Poniatowski) (15 сентября 1721 года — 13 апреля 1800 года) — государственный и военный деятель Речи Посполитой, подкоморий надворный коронный (1742—1773), генерал войска коронного.

## Биография
Представитель польского магнатского рода Понятовских герба «Циолек», старший брат последнего польско-литовского монарха Станислава Августа. Первый сын каштеляна краковского Станислава Понятовского (1676—1762) и Констанции Чарторыйской (ок. 1696—1759). Связанный узами родства с «Фамилией» Чарторыйских, в 1742 году он был назначен великим коронным подкормием. Стал известен благодаря поединкам со своим политическим противником Адамом Тарло (1744 год). В первом поединке, когда Тарло убил его коня, не слишком отважный Понятовский капитулировал. Под давлением своей матери он, однако, смог собраться к ответному поединку 16 марта 1744 года в Марымонте, в присутствии толпы вооружённых сторонников Чарторыйского. Тарло погиб, однако, точно известно, что убил его не Понятовский, а саксонский майор Крофф. Это вызвало большое возмущение малопольской шляхты и опасение вспышки войны внутри страны.
Был послом от ружанской земли на сейме 1746 года. Посол от закрочимской земли на сейме 1748 года. Не проявил отвагу Понятовский и в 1749 году, когда он был выбран маршалом Коронного трибунала в Пётркове, а его противники начали угрожать ему саблями. Был послом на конвокационном сейме (1764 год). В 1764 году он подписал избрание Станислава Августа Понятовского.
В 1765 году для Генриетты Люльер, фаворитки своего брата, Станислава Августа Понятовского, он купил за 39 000 злотых имение около Краковского предместья в Варшаве, где он возвёл трехэтажный дом. Вскоре это место стало самым модным публичным домом столицы. Во время первых лет правления своего брата, он пытался создать независимую от Чарторыйских королевскую партию.
23 октября 1767 года он вошёл в состав делегации Сейма, появившейся под натиском российского посла Николая Репнина для определения строя Речи Посполитой. Он имел амбиции, для того, чтобы стать великим коронным гетманом, с этой целью, на сейме 1768 года он выдвинул проект реорганизации авторамента польского войска. Весной 1769 года отряд барских конфедератов под руководством Юзефа Бежиньского предпринял попытку неудачного захвата замка в Старой Любовни, находящегося в руках Казимира Понятовского.

## Семья
21 января 1751 года женился на Аполлонии Устржицкой (17.01.1736-1814), дочери стольника пшемысльского и польского посла в Турции Базилия Устржицкого (1715—1751) и его второй жены Катаржины Зельонки. Дети:
- Станислав Понятовский (1754—1833), подскарбий великий литовский (1784—1791), староста стрыйский и шеф пешей коронной гвардии
- Катаржина Понятовская (1756—1773)
- Констанция Понятовская (1759—1830), жена с 1775 года гетмана польного литовского и маршалка великого литовского, графа Людвика Скумина-Тышкевича (ок. 1748—1808).